# حارس المرمى (فلم 2018)
حارس المرمى (بالإسبانية: Muralla) هو فيلم إثارة بوليفي صدر بتاريخ 22 سبتمبر 2018 من بطولة خوان كارلوس أدوفيري وإخراج رودريغو باتينو. تم اختيار الفيلم كمدخل لبوليفيا لجائزة أفضل فيلم بلغة أجنبية في حفل توزيع جوائز الأوسكار الحادي والتسعون، لكن لم يتم ترشيحه.

## طاقم التمثيل
| - خوان كارلوس أدوفيري بدور كويسبي - لويس أدوفيري ... أبارابيتا - إريكا أنديا ... مالكة النزل. - فرناندو أرزي إيكالار ... خورخي - فريدي شيبانا ... كيروغا |  |  |  | - بابلو إيشاري ... نيكو - أندريا إيبانيز ... مارسيلا - كريستيان ميركادو ... كاتشو - هوغو بوزو ... ياتيري - ويلر فيداوري ... سائق تاكسي |

## الجوائز والترشيحات
| قائمة الجوائز والترشيحات            | قائمة الجوائز والترشيحات | قائمة الجوائز والترشيحات             | قائمة الجوائز والترشيحات | قائمة الجوائز والترشيحات | قائمة الجوائز والترشيحات |
| المهرجان                            | الفترة                   | الفئة                                | المترشح                  | النتيحة                  | مراجع                    |
| ----------------------------------- | ------------------------ | ------------------------------------ | ------------------------ | ------------------------ | ------------------------ |
| مهرجان جرامودا السينمائي            | 16 - 24 أغسطس 2019       | أفضل ممثل - مسابقة الأفلام اللاتينية | لفرناندو أرزي            | فوز                      | [ 4 ] [ 5 ]              |
| مهرجان غوادالاخارا السينمائي الدولي | 8 - 15 مارس 2019         | أفضل فيلم -                          | حارس المرمى              | رُشِّح                      | [ 5 ] [ 6 ]              |

## روابط خارجية
- مقالات تستعمل روابط فنية بلا صلة مع ويكي بيانات